# Comuna Kameane, Lebedîn
Kameane (în ucraineană Кам'яне) este o comună în raionul Lebedîn, regiunea Sumî, Ucraina, formată din satele Bobrove, Cernîșkî, Kameane (reședința) și Zelenîi Hai.

## Demografie
Componența lingvistică a comunei Kameane
     Ucraineană (97,3%)
     Rusă (2,04%)
     Alte limbi (0,38%)
Conform recensământului din 2001, majoritatea populației comunei Kameane era vorbitoare de ucraineană (97,3%), existând în minoritate și vorbitori de rusă (2,04%).